# Ribbesford House
Ribbesford House est un manoir anglais historique situé à Ribbesford, près de Bewdley, dans le Worcestershire. La maison et son domaine environnant ont une histoire qui remonte à près de mille ans. La maison actuelle est un bâtiment classé Grade II* qui présente des éléments architecturaux variant du XVIe au XIXe siècle.

## Description

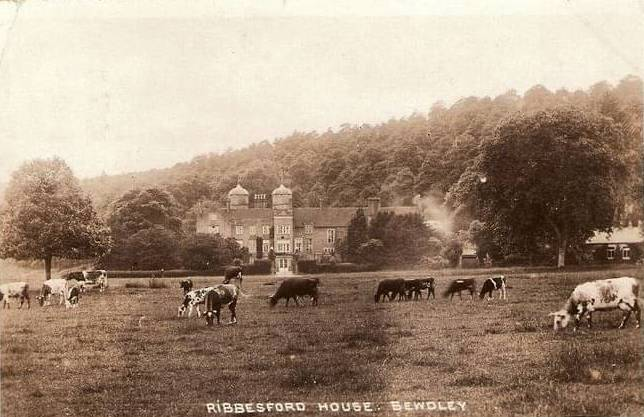
Maison Ribbesford vers 1915

La demeure se trouve au sud du village de Ribbesford, près des rives de la Severn. La maison comprend 20 chambres, 10 salles de réception et neuf salles de bains réparties sur trois étages. Le bâtiment possède deux tourelles octogonales. Le domaine comprend un gîte, des dépendances et huit hectares de terrain avec jardins et bois,.
La forme actuelle du manoir est un demi-quadrangle, l'autre moitié étant démolie du fait de l'acharnement de Francis Ingram (en) en 1787.
Ribbesford House est inscrite au Heritage at Risk Register (en), registre tenu par Historic England. La présence sur ce registre est dû à des infiltrations d’eau, provoquant une dégradation rapide dans certaines parties du bâtiment

## Histoire

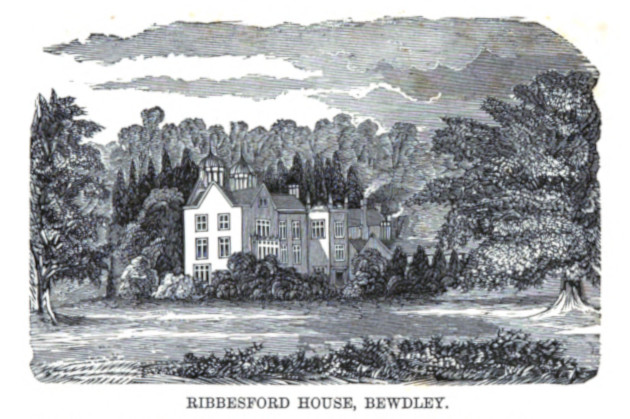
Une illustration de Ribbesford House tirée de « Ribbesford and Other Poems » de George Griffith (1868)

Une charte anglo-saxonne du début du XIe siècle mentionne que le domaine fut donné par l’évêque Wulfstan à sa sœur. Le domaine fut ensuite saisie par les Danois, puis repris par les moines, pour être capturé par Turstin le Flamand. En 1074, le domaine fut offert à Ralph de Mortimer en reconnaissance de ses services rendus à Guillaume le Conquérant. Ribbesford House tire son nom de la famille Ribbesford, qui y vécut sous le règne d'Henri II. La maison fut reconstruite dans les années 1530 et appartenait à Sir Robert Acton (en). À peu près à la même époque, John Leland l'appelait un « bon manoir ».
Au début du XVIIe, Ribbesford House passa au baron Herbert de Cherbury, dont les armoiries sont toujours présentes sur la propriété. La correspondance de  son fils Henry avec Oliver Cromwell, Elizabeth Stuart et d'autres contemporains a été découverte dans l'une des tours. Certaines parties de la maison ont été rénovées en 1669. Le domaine fut acheté en 1787 par Francis Ingram qui démolit la plus grande partie de la maison et combla les douves qui l'entouraient,.
Parmi les visiteurs célèbres de Ribbesford House figurent le Premier ministre Stanley Baldwin, né à Bewdley, ainsi que son cousin l'écrivain Rudyard Kipling. Le manoir a été utilisé pour entraîner les soldats français libres pendant la Seconde Guerre mondiale, lorsque 211 soldats français ont séjourné dans la propriété. Le bâtiment accueilli l’École des cadets de la France libre de Ribbesford. Charles de Gaulle y aurait régulièrement rendu visite. Environ un tiers des soldats ont ensuite été tués pendant la guerre. La maison a également été utilisée comme quartier général de la 18e division d'infanterie britannique, par l'armée américaine et par les prisonniers de guerre polonais et italiens. La propriété a été achetée en 1947 par le commandant de l'escadre de la RAF, Alfred John Howell, qui l'a transformée en appartements privés,.
Ribbesford House fut classée Grade II* en 1952. À l'époque, elle était décrite comme une « maison de campagne, maintenant des appartements. Milieu du XVIe siècle, en partie reconstruite à la fin du XVIIe siècle, rénovée au début du XIXe siècle avec quelques modifications au milieu du XXe siècle ». Le guide Pevsner de 1968, The Buildings of England: Worcestershire, incluait la maison et la propriété dans sa couverture.
En 2018, la fille de Howell, a mis le domaine en vente aux enchères avec un prix indicatif de 500 000 £. Il fut acheté pour 810 000 £ par les frères Samuel et Russell Leeds par l'intermédiaire de l'une de leurs sociétés, Samuel Leeds Ltd., Les travaux de restauration ont commencé mais le bâtiment s'est avéré être dans un état pire que prévu. Leur budget de restauration initial d'un million de livres sterling a été doublé pour atteindre 2 millions de livres. Des images tournées en août 2022 ont révélé que les travaux de restauration avaient été temporairement interrompus. Cependant, en mars 2023, les travaux ont repris.

## Voir également
- Village et paroisse civile de Ribbesford